# Anthericum
Anthericum és un gènere plantes perennes, amb arrels rizomatoses o amb tuberoses de la família de les asparagàcies. Anteriorment la hi situava en una definició molt àmplia de les liliàcies.

## Distribució
Els membres d'aquest gènere són oriünds principalment d'Europa, Àfrica del nord (Marroc, Algèria i Tunísia) i Àfrica Oriental.

## Característiques
Les espècies tenen rizomes o arrels tuberoses. Fulles estretes, llargues i plançons ramificats de flors blanques en forma d'estel. No moltes creixen conreades. Algunes espècies que s'incloïen en aquest gènere, ara es classifiquen com Chlorophytum, com les cintes (Chlorophytum comosum) una planta ornamental força popular a les cases.

## Espècies seleccionades
Les espècies acceptades són:
- Anthericum angustifolium Hochst. ex A.Rich.
- Anthericum baeticum (Boiss.) Boiss.
- Anthericum × confusum Domin
- Anthericum corymbosum Baker
- Anthericum jamesii Baker
- Anthericum liliago L. - lliri de Sant Bru[2]
- Anthericum maurum Rothm.
- Anthericum neghellense (Cufod.) Bjorå & Sebsebe
- Anthericum ramosum L.

## Sinonímia
- Phalangium Mill. (1754), nom. superfl.
- Liliago L. ExC.Presl (1845), nom.
- Endogona Raf. (1837).
- Pessularia Salisb. (1866).
- Phalangites Bubani (1902).